# یواس‌اس نایتینگل (۱۸۵۱)
یواس‌اس نایتینگل (۱۸۵۱) (به انگلیسی: USS Nightingale (1851)) یک کشتی است که طول آن ۱۷۷ فوت (۵۴ متر) می‌باشد. این کشتی در سال ۱۸۵۱ ساخته شد.